# Richard Edward Taylor
Richard Edward Taylor, CC, FRS, FRSC (2. listopadu 1929 Medicine Hat, Alberta – 22. února 2018 Stanford, Kalifornie) byl kanadsko-americký fyzik a emeritní profesor na Stanfordově univerzitě v USA.
Společně s Jeromem Isaakem Friedmanem a Henry W. Kendallem roku 1990 získal Nobelovu cenu na fyziku za průkopnický výzkum týkající se hlubokých nepružných rozptylů elektronů na protonech a vázaných neutronech, které měly zásadní význam pro vývoj kvarkového modelu částicové fyziky.